# Tete-Virus
Das Tete-Virus (TETEV, Spezies Orthobunyavirus teteense, früher Tete orthobunyavirus) ist ein Virus aus der Gattung Orthobunyavirus der Familie Bunyaviridae (Bunyaviren). Verschiedene, dem Tete-Virus aufgrund von Sequenzvergleichen nahestehende Virusisolate, werden heute als Subtypen der Spezies klassifiziert. Früher sprach man auch aufgrund der serologischen Eigenschaften und der vorliegenden Kreuzreaktivität von der „Tete-Virus-Gruppe“. Das Virus wurde nach der Provinz Tete in Mosambik benannt. Zwei Subtypen aus Afrika und Europa, das Bahig-Virus und das (inzwischen ausgegliederte) Matruh-Virus, wurden aus Zecken (u. a. der Spezies Hyalomma marginatum) isoliert, das in Nordamerika vorkommende Weldona-Virus aus Gnitzen (Ceratopogonidae). Bei anderen Subtypen ist der Vektor (Überträger) noch unbekannt. Eine spezifische Erkrankung durch Infektion von Tieren und Menschen mit dem Tete-Virus ist nicht bekannt.
Dem Tete-Virus fehlt in gleicher Weise wie dem Anopheles-A-Virus (en. Anopheles A orthobunyavirus) und dem Anopheles-B-Virus (en. Anopheles B orthobunyavirus) aus der gleichen Gattung ein Offener Leserahmen (ORF, englisch open reading frame) für das Nicht-Strukturprotein NSs, der normalerweise überlappend mit dem Leserahmen für das Nukleoprotein (N) auf dem S-Fragment der Orthobunyaviren zu finden ist.

## Systematik
In der Spezies, zu der das Tete-Virus gehört, werden außer diesem noch einige nahe verwandte Viren zusammengefasst; das früher auch zugeordnete Matruh-Virus wurde inzwischen von der Spezies abgetrennt und in eine eige Art gestellt. Damit sieht die Systematik der beiden Spezies wie folgt aus (Stand März 2024):
Gattung Orthobunyavirus
- Spezies Orthobunyavirus teteense (früher Tete orthobunyavirus)
  - Tete-Virus (TETEV, Referenz- oder Exemplarstamm, mit Isolat SAAn3518)
  - Bahig-Virus (BAHV, mit Isolat EgB90)
  - Tsuruse-Virus (TSUV)
  - Weldona-Virus (WELV, mit Isolat 76V-21935)
- Spezies Orthobunyavirus matruhense (abgetrennt von Tete orthobunyavirus)
  - Matruh-Virus (MTRV, Referenz- oder Exemplarstamm, mit Isolat An1047-61)